# Syndrom nekonečného léta
Syndrom nekonečného léta (v originále Le syndrom de l'été sans fin) je koprodukční francouzsko-český hraný film z roku 2023, který režíroval Kaveh Daneshmand. Snímek měl světovou premiéru na filmovém festivalu Black Nights International Film Festivalu v Talinnu dne 16. listopadu 2023.

## Děj
Zdá se, že francouzská právnička Delphine má všechno. Je vdaná za Antoina, který miluje své adoptované děti Aslana a Adii stejně jako ona. Delphine je hrdá na svou „mezinárodní“ rodinu. Jednoho dne obdrží anonymní hovor od ženy, která jí řekne, že jí Antoine v opilosti řekl, že má poměr s jedním z jejích adoptovaných dětí. Delphine se život obrátí vzhůru nohama. Neví, jestli se to týká Aslana nebo Adii, a tak se rozhodne zjistit pravdu pozorováním členů rodiny.

## Obsazení
| Sophie Colon             | Delphine              |
| Mathéo Capelli           | Antoine               |
| Gem Deger                | Aslan                 |
| Frédérika Milano         | Adia                  |
| Roland Plantin           | policista             |
| Patricia Piolet          | vedoucí kavárny       |
| Nikolina Menik Tute      | servírka v restauraci |
| Margaret Elizabeth Ousey | návštěvnice kavárny   |
| Geneviéve Agnès Bocquet  | návštěvnice kavárny   |
| Eva Larvoire             | návštěvnice kavárny   |
| Sara Pizarro             | Brigitte              |

### Produkce
Film režíroval Kaveh Daneshman jako svůj celovečerní filmový debut. Íránský filmař žije a pracuje v Praze, vyučuje také na Prague Film School.
Natáčení probíhalo v obcích Corrèze, La Roche-Canillac a Saint-Pardoux-l'Ortigier v departementu Corrèze v regionu Nová Akvitánie. Kameraman Cédric Larvoire, absolvent Prague Film School, byl také jedním z producentů filmu spolu s režisérem, hercem Gem Degerem, jeho manželkou, herečkou Evou Larvoire a Jordi Niubó.
Filmovou hudbu složili český houslista Matteo Hager a Jakub Trš.

## Ocenění
- Filmový festival v Nashvillu: nominace na Velkou cenu poroty v soutěži nových režisérů (Kaveh Daneshman)
- Filmový festival Raindance: nominace na nejlepší mezinárodní celovečerní film (Kaveh Daneshman)
- Filmový festival Tallinn Black Nights: nominace v soutěži filmových debutů